# Herb gminy wiejskiej Brzeziny (województwo łódzkie)

Poprzedni herb gminy Brzeziny

Herb gminy Brzeziny – jeden z symboli gminy Brzeziny, ustanowiony 17 września 2013.

## Wygląd i symbolika
Herb przedstawia na tarczy w polu zielonym od głowicy złoty buk, poniżej drzewa dwie srebrne szable skrzyżowane i zwrócone w dół.

## Historia
Wcześniej, gmina używała herbu, w którym w tarczę herbową były wpisane schematyczne zarysy miasta i gminy Brzeziny, z herbem Brzezin w centrum. W górnej części tarczy znajdował się napis GMINA BRZEZINY. Herb ten nie spełniał podstawowych zasad heraldyki.